# Antrozoinae
Die Antrozoinae sind eine Fledermausgruppe aus der Familie der Glattnasen (Vespertilionidae). In dieser Gruppe werden zwei Arten aus Nord- und Mittelamerika, Antrozous pallidus und Bauerus dubiaquercus zusammengefasst. Die systematische Stellung dieser Gruppe ist umstritten, manchmal wird sie als Antrozoidae in den Rang einer eigenen Familie erhoben.

## Beschreibung
Charakteristisch für diese Fledermäuse sind die großen, spitzen Ohren und die rüsselartige Schnauze. Der Schädel ist relativ groß und das Gebiss auffallend kräftig. Die Färbung des Fells variiert von gelblich-weiß bis dunkelbraun. Diese Tiere erreichen eine Kopfrumpflänge von 57 bis 75 Millimetern und ein Gewicht von 13 bis 28 Gramm. 

## Die Arten
- Die Wüstenfledermaus (Antrozous pallidus) ist vom südlichen Kanada bis Mittelamerika verbreitet und kommt auch auf Kuba vor. Sie ist gekennzeichnet durch ein helles Fell, das an der Oberseite gelblich bis hellbraun und an der Unterseite weiß gefärbt ist. Sie lebt meist im gebirgigen Gelände, sowohl in Wäldern als auch in trockenen Wüstengebieten. Diese Tiere leben in Gruppen von 20 bis 100 Tieren, die sich mit einer Reihe von Lauten miteinander verständigen. In den kühleren Regionen ihres Verbreitungsgebietes halten sie Winterschlaf. Die Nahrung von Antrozous pallidus besteht aus Insekten, Spinnen und auch kleinen Wirbeltieren wie Echsen, die sie vom Boden aufsammeln.
- Von der Van-Gelder-Fledermaus (Bauerus dubiaquercus) ist wenig bekannt. Die Art ist dunkler gefärbt und etwas kleiner als Antrozous pallidus. Ihr Verbreitungsgebiet reicht vom mittleren Mexiko bis Costa Rica, wo sie vorwiegend in tropischen Regenwäldern lebt. Sie ernährt sich von Insekten. Die IUCN listet diese Art aufgrund der Zerstörung ihres Lebensraumes als gefährdet (vulnerable).